# دانه‌خوار گلوبلوطی
دانه‌خوار گلوبلوطی (نام علمی: Sporophila telasco) نام یک گونه از سرده دانه‌خوارهای اصلی است.